# Sklavenhandel

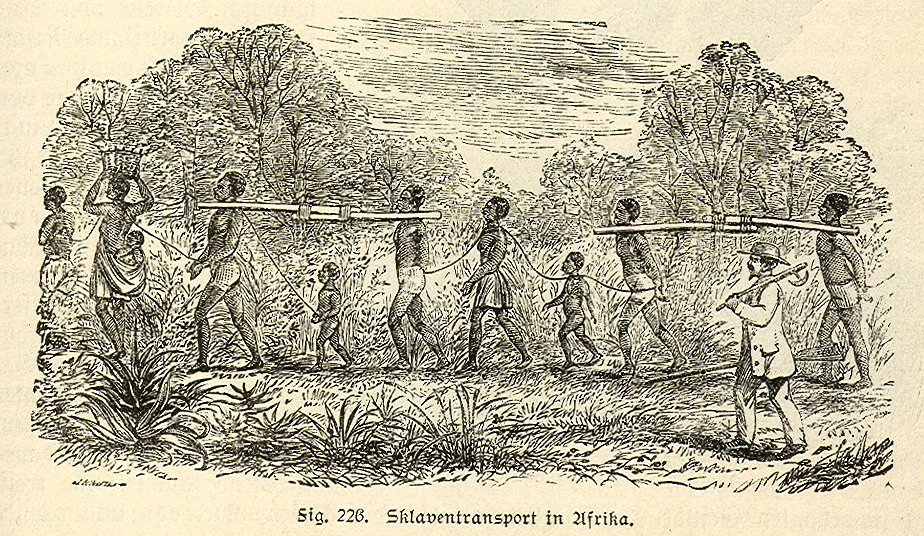
Sklaventransport

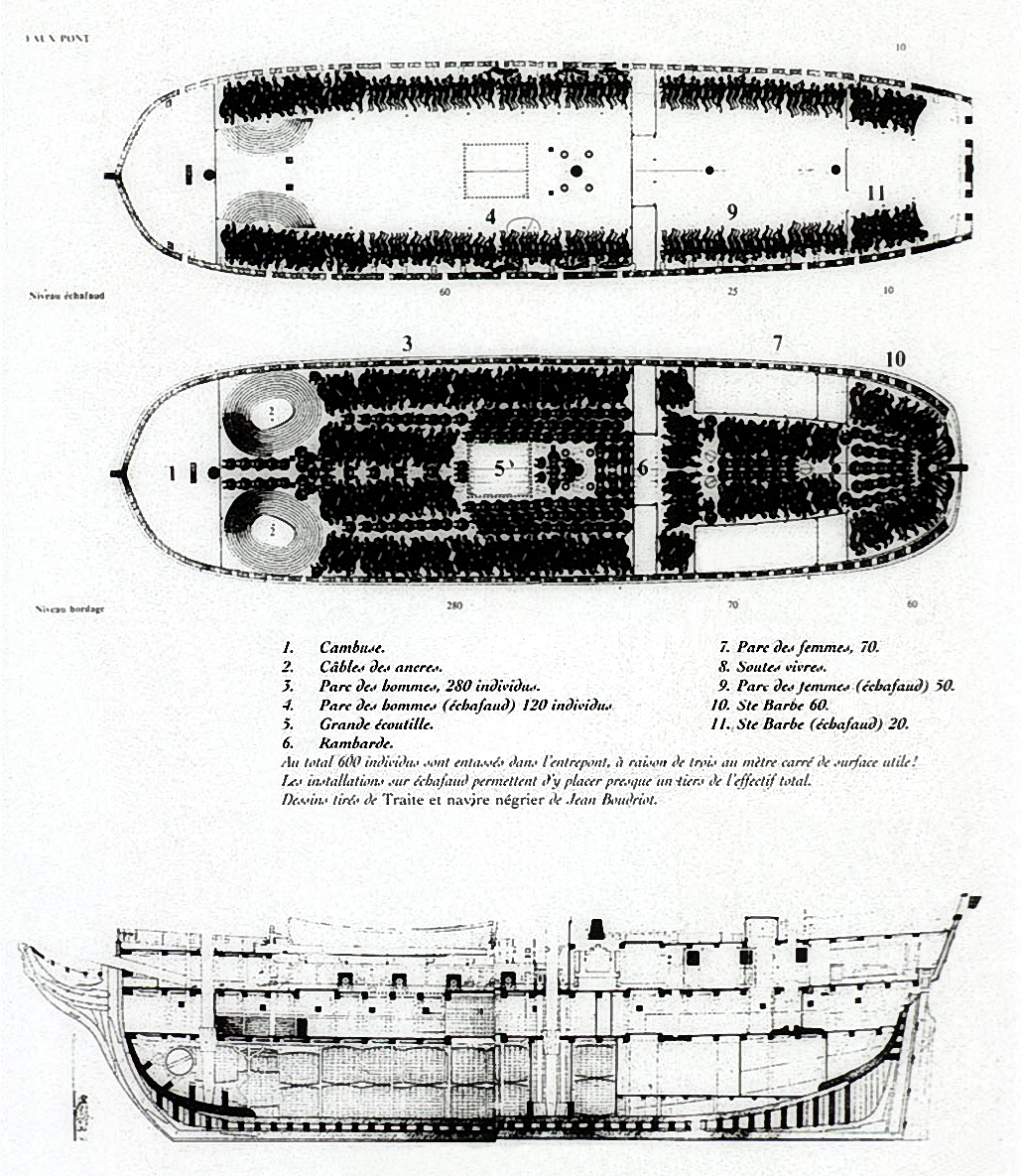
Sklavenschiff

Sklavenhandel bezeichnet den Handel mit Sklaven, das heißt den Kauf und Verkauf von Menschen als Ware. Verkürzend ist oft die Versklavung von Schwarzafrikanern und ihr Transport über den Atlantik nach Nordamerika und in die Karibik in der frühen Neuzeit gemeint. Sklavenhandel gab es seit dem Altertum in vielen Teilen der Welt.

## Altertum
In der europäischen Antike galt Sklaverei als ein normaler Bestandteil der Gesellschaft. Inwieweit neben dem angeborenen Sklavenstatus, den Sklaveneltern an ihre im Haushalt geborenen Kinder weitergaben, der Sklavenhandel wichtig war, bleibt unklar, weil es für das Altertum keine zuverlässigen Statistiken gibt. Vieles beruht auf Überlegungen, die man aus den relativ wenigen literarischen, epigraphischen und archäologischen Quellen rekonstruierte.
In der Antike bestanden verschiedene Möglichkeiten, zum Sklaven zu werden: im Zuge kriegerischer Handlungen, Schuldknechtschaft, Menschenraub (auch Kindesraub, zum Beispiel bei Aussetzungen), juristisch über Gesetze oder Gerichtsurteile erzwungene Sklaverei, der Verkauf von früheren Hörigen oder eigenen Kindern sowie Geburt in die Sklaverei.

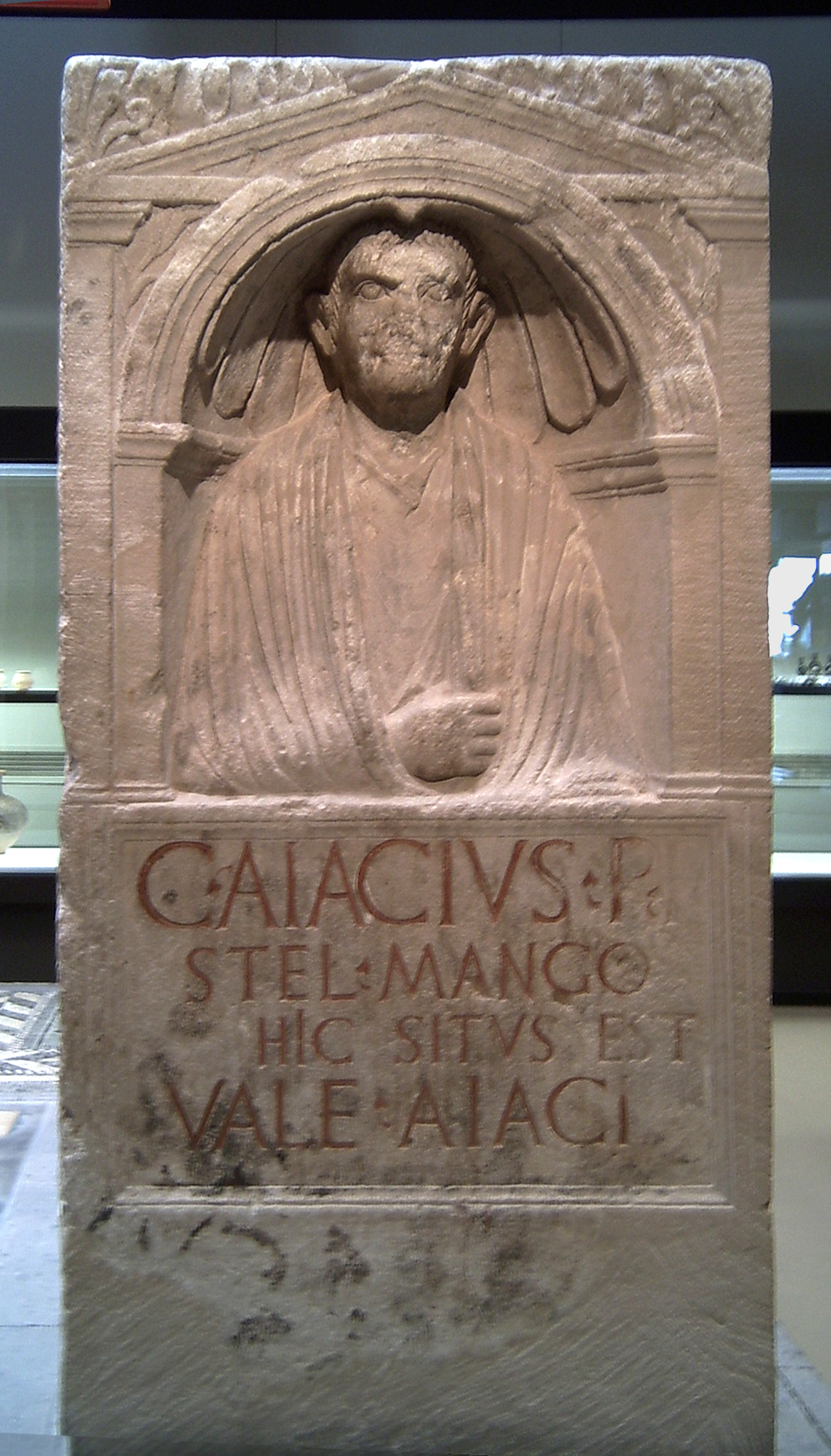
Grabdenkmal des Sklavenhändlers Caius Aiacius, 30–40 n. Chr., Römisch-Germanisches Museum

Erste Versklavungen geschahen bei der Einwanderung der Griechen, als vorgefundene Völker unterworfen wurden: So wurden die Heloten in Sparta dauerhaft versklavt, auf Kreta die Klaroten. Eine häufige Beschaffungsquelle war der Menschenraub, zum Beispiel über die Piraterie. Schon Homer berichtet von derartigen Kaperfahrten. Die Massenversklavung setzte mit großen Sklavenmärkten ein, die erstmals um 600 v. Chr. entstanden. Laut Theopompos eröffneten Griechen auf Chios den ersten Sklavenmarkt. Nach Herodot (VIII 105) lieferte ein Sklavenhändler aus Chios über den Markt von Ephesos den Persern kastrierte Jungen als Eunuchen. Im Laufe des Peloponnesischen Krieges wurde die Bevölkerung ganzer Städte in die Sklaverei verkauft, darunter der Philosoph Platon.
Das alte Ägypten importierte schwarze Sklaven aus dem heutigen Sudan (Nubien). Die Ptolemäer verboten den Sklavenexport. Die Griechen beschafften sich Sklaven vor allem aus Thrakien, Kleinasien (hier vor allem aus Phrygien und Karien), Syrien und Armenien; die Römer später vor allem aus Griechenland, anderen Regionen des Balkans und aus Gallien.
In der hellenistischen Welt wuchs mit zunehmender Instabilität und grausamerer Kriegsführung der Sklavenhandel vor allem auf dem Seewege. In der Landwirtschaft Ägyptens und des Nahen Ostens waren Sklaven zwar unbedeutender als in Griechenland, doch vermutlich hatte jeder Söldner oder Soldat einen Sklaven als Burschen. Hinzu kam der steigende Bedarf Roms und Karthagos nach den Punischen Kriegen. Die Sklaverei im Römischen Reich betraf die Bevölkerung ganzer Städte (etwa 209 v. Chr. in Tarent, 167 v. Chr. in Epeiros). Kriegsgefangene wurden in der Regel noch auf dem Schlachtfeld verkauft, Sklavenhändler gehörten zum Tross eines römischen Heeres. Im Römischen Reich gab es etwa drei Mal so viele männliche wie weibliche Sklaven.
Allgemein war es sowohl bei den Griechen und Römern üblich, versklavte ehemalige Mitbürger zu meiden. So verkaufte man beispielsweise in Athen in die Schuldknechtschaft geratene Bürger in andere Städte. Das Zwölftafelgesetz schrieb den Römern den Verkauf solcher Personen in ein entfernteres Gebiet jenseits des Tibers vor. Zentren des antiken Sklavenhandels waren Delos und Ephesos. Die steigende römische Nachfrage infolge der Latifundienwirtschaft nach in der Landwirtschaft versierten orientalischen Sklaven sowie die Kriege und Anarchie in Syrien seit dem Ende des Reiches von Pergamon ließen kaum noch „zivilisierte“ Griechen, sondern Syrer, Bithyner, Kappadokier und andere zu Sklaven werden; den Sklavenhandel wickelten nunmehr römische Publicani auf dem Seeweg mit Delos als Hauptumschlagsplatz ab, das sich zum Hauptsklavenmarkt der alten Welt entwickelte. Nach Strabon wurden täglich Zehntausende Sklaven in Delos aufgenommen und verschickt.

Der Sklavenhandel war geregelt; schon aus Ägypten sind Kaufverträge überliefert, ebenso bei Platon Regeln, wann ein Sklavenkauf rückgängig gemacht werden konnte. Römische Sklavenhändler mussten Krankheiten und etwaige Verfehlungen eines zum Verkauf stehenden Sklaven angeben. Ob die Preise für Sklaven hoch oder niedrig waren, ist in der Forschung umstritten, da sie je nach Region, Zeit, Qualifikation sowie Angebot und Nachfrage variierten. Für manche Zeiten und Orte liegen Schätzungen der Marktpreise vor. Sklavenhandel war in der Antike ein Wirtschaftsfaktor.

## Europäisches Mittelalter
Im frühen Mittelalter nahm trotz der Christianisierung der Handel mit europäischen Sklaven zu. Zunächst verkauften vor allem die Franken oft Menschen aus bisher nicht christianisierten Gebieten, mit denen sie Krieg führten, in die Sklaverei, insbesondere Sachsen nach Byzanz und Al-Andalus. Seit dem Erlass von Papst Gelasius I. (492) war der Handel mit heidnischen Sklaven auch den Juden gestattet. In welchem Umfang diese tatsächlich am europäischen Sklavenhandel im frühen Mittelalter Anteil hatten, bleibt fraglich. Joshua Holo bestreitet zwar die Rolle der Juden im Sklavenhandel nicht, betont aber, es habe ein Sklavenhandelsmonopol der Radhaniten nicht gegeben.
Seit Mitte des 8. Jahrhunderts beteiligten sich venezianische Händler am Sklavenhandel, verkauften männliche und weibliche Sklaven nach Nordafrika und machten die Adria zu einer Drehscheibe des Handels. Dort reduzierte die wiederaufgeflammte Justinianische Pest die Bevölkerung. Insbesondere in Ägypten wuchs aber der Bedarf an Arbeitskräften, den nach dem Stopp der islamischen Expansion um 740 Kriegsgefangene nicht mehr deckten. Den Nachschub an Sklaven lieferten fränkische und jüdische Sklavenjäger sowie südslawische Piraten (Narentaner) aus dem nicht-christianisierten venezianischen Hinterland Ost- und Südosteuropas. Europäische Sklaven erzielten auf den Märkten der muslimischen Welt das Drei- bis Vierfache ihres Einkaufswertes. Auch wurden Gefangene kastriert und als Eunuchen verkauft. Bis zum 9. Jahrhundert blieb der Sklavenhandel eine der Triebfedern der venezianischen Wirtschaft. Dann erschlossen sich dem Kalifat neue Quellen durch die Eroberung Sizilien und Kretas, während die dalmatinische Küste von den Venezianern befriedet und christianisiert wurde.
Nachdem die sächsischen Gebiete christianisiert worden waren, wurden die Sklaven aus ferner liegenden Gebieten gewonnen, denn Christen durften seit der Zeit Karls des Großen im Prinzip andere Christen nicht versklaven. Daher gerieten immer mehr die slawischen Stämme ins Visier. So fanden seit Heinrich I. bis ins 12. Jahrhundert hinein regelrechte Sklavenjagden unter den Elbslawen statt, die in erster Linie dem großen Gewinn galten, der mit dem Sklavenhandel zu erzielen war. Unter den böhmischen Przemysliden-Herrschern wurden seit dem 10. Jahrhundert Sklaven in Mähren und Kleinpolen gejagt. Prag war einer der wichtigsten Umschlagsplätze für Sklaven.
Im hohen Mittelalter verschob sich der Sklavenhandel wieder von Zentraleuropa nach Süden in Richtung Mittelmeer, während nördlich der Alpen Sklaverei und Sklavenhandel kaum noch eine Rolle spielten. An diesem „neuen“ Handel waren zunehmend Kaufleute aus den aufsteigenden italienischen Seerepubliken beteiligt, insbesondere Genua und Venedig. Über ihre Handelsniederlassungen im östlichen Mittelmeer (unter anderem Thessaloniki, Chios, Famagusta auf Zypern, Candia auf Kreta) und im Schwarzen Meer (insbesondere Caffa, aber auch Trapezunt und andere), die sie verstärkt seit Beginn des 13. Jahrhunderts (1204 erhielten die Venezianer die Kontrolle über Byzanz) ausbauen konnten, transportierten sie Sklaven vor allem tatarischen und kaukasischen Ursprungs nach Südwesteuropa und in das Ägypten der Mamluken. Auch provenzalische und katalanische Händler, insbesondere die Katalanische Kompanie, waren an diesem Handel von Ost nach West beteiligt, später auch osmanische Kaufleute. Einen Sonderfall stellen die fante dar, die als Kinder „zur Ausbildung“ vom Balkan über die Adria nach Italien kamen. Ihr Status war dem eines Sklaven wohl sehr ähnlich, doch erhielten sie zumindest theoretisch nach einigen Jahren die Freiheit.
So bestand der Sklavenhandel über das gesamte Mittelalter hinweg, trotz teils kontroverser theoretischer Debatten über die Legitimität der Versklavung bestimmter Bevölkerungsgruppen (beispielsweise orthodoxer Christen). Dennoch legitimierte Papst Nikolaus V. noch 1452 in seiner Bulle Divino amore communiti den Sklavenhandel erneut.

## Arabomuslimischer Sklavenhandel vom 7. bis zum 15. Jahrhundert
Auch in den islamisierten Gebieten des Nahen Ostens wurde das Recht auf Sklavenhaltung von Ungläubigen nicht grundsätzlich angezweifelt. Durch den Transsaharahandel, teilweise dann weiter über das Mittelmeer, über das Rote Meer sowie auch über den Indischen Ozean, wurden Sklaven aus Subsahara-Afrika in den Nahen Osten gebracht. Diese Praxis war bereits ab dem 7. Jahrhundert mit der arabischen Eroberung Ägyptens (ab 639) verankert, trotz der Regelungen des Islams, dass zumindest Muslime nicht zu versklaven seien. Herkunftsregionen waren das noch christliche Nubien und Äthiopien, später auch die Sudanregion. Die Routen des Sklavenhandels lagen weitgehend in den Händen orientalischer Kaufleute. Absatz fanden diese Sklaven – wie auch Sklaven aus dem Schwarzmeerraum – im Mittelalter zunächst in Ägypten selbst, wo neben den Haussklaven der große Bedarf an Sklaven für das ägyptische Heer zu decken war, sowie als Arbeitskräfte für die größeren, von Europäern bewirtschafteten Inseln des Mittelmeeres (im Wesentlichen Sizilien und Balearen, daneben auch Kreta, Zypern und Rhodos). In der Abbassidenzeit wurden Sklaven auch zunehmend über das Rote Meer importiert, um zum Beispiel den Boden in Mesopotamien zu bewirtschaften. Von Nordafrika aus wurden Sklaven aus Westafrika erbeutet oder gekauft, neben Arabern hatten auch die verbündeten Berber den Handel in der Hand. Die unbekannte Opferzahl dieses Handels wird ungenau auf mindestens 6 Millionen Menschen geschätzt. Mit 17 Millionen Opfern weit höhere Zahlen nennt der afrikanische Autor Tidiane N’Diaye, wobei die noch weit größere Zahl an Opfern nicht mitgerechnet sei, die bei der Versklavung ganzer Dörfer umgebracht wurden.

## Frühe Neuzeit (16. bis 18. Jahrhundert)

### Atlantischer Sklavenhandel
Mit Beginn der Neuzeit erschlossen die neuen technischen Möglichkeiten der Seefahrt immer weiter entfernte Regionen außerhalb des Mittelmeers, besonders mit der Entdeckung Amerikas fiel dem Sklavenhandel eine neue Qualität zu: Anfangs verpflichteten die spanischen und portugiesischen Kolonialherren in Amerika die indianische Urbevölkerung zur Zwangsarbeit in ihren Plantagen und Bergwerken. Viele Indianer starben jedoch wegen der harten Arbeit sowie an den von Europäern eingeschleppten Infektionskrankheiten, sodass die Idee aufkam (u. a. auch auf Anregung von Bartolomé de las Casas, der dadurch die Indianer schützen wollte und diese Entscheidung später bereute), schwarzafrikanische Sklaven einzuführen, die als widerstandsfähiger galten. Die Nachfrage nach Sklaven für die Landwirtschaft wuchs ab etwa 1512 und wurde mit Lieferungen aus Afrika bedient.

#### Dreieckshandel zwischen Modell und Realität
Den atlantischen Sklavenhandel beschrieb lange Zeit das als gesichert geltende Modell des Dreieckshandels: Europäische Sklavenhändler tauschten an der afrikanischen Küste Manufakturwaren (Werkzeuge, Waffen und Textilien) gegen Sklaven, die nach Amerika transportiert und dort verkauft wurden, um als Arbeitskräfte auf Zuckerrohr-, Baumwoll-, Kaffee-, Kakao- und Tabakplantagen sowie in Bergwerken zu arbeiten. Die Sklavenhändler sollen dann die Erzeugnisse dieser Plantagen und Minen aufgekauft und sie in Europa profitabel weiterverkauft haben. Das Modell gilt heute als zu schematisch, weil es den innerafrikanischen Sklavenhandel und direkte Handelskontakte zwischen Amerika und Afrika ausblendet. Es ist unwahr, dass ein Sklave, den man in Afrika für Tauschartikel im Wert von fünf Gulden erwerben konnte, in Amerika das Zehnfache in Zucker einbrachte, der in Europa wiederum für ein Vielfaches verkauft werden konnte.
So ergab eine Untersuchung der Fahrten von 195 niederländischen Sklavenschiffen des 18. Jahrhunderts, dass nur 69 von ihnen auf ihrer Rückfahrt von Amerika Kolonialwaren geladen hatten. 65 segelten nur mit dem nötigen Ballast (Sand, Wasser) heim, 52 weitere hatten eine nur geringe Frachtmenge an Bord. Der Grund für dieses eher unerwartete Ergebnis ist auch in der speziellen Bauweise der Sklavenschiffe zu suchen, die im Vergleich zu den herkömmlichen Handelsschiffen eine deutlich geringere Ladekapazität aufwiesen und daher weit weniger Güter transportieren konnten. Anders als bei einem gewöhnlichen Handelsschiff vergleichbarer Größe war aber die durchschnittliche Mannschaftszahl eines Sklavenschiffes mit 30 bis 40 Mann etwa doppelt so hoch, da für die Abwicklung des Einkaufes und die Bewachung der Sklaven entsprechend mehr Besatzung gebraucht wurde. Dies zeigt, dass der Handel mit Menschen äußerst einträglich gewesen sein muss.

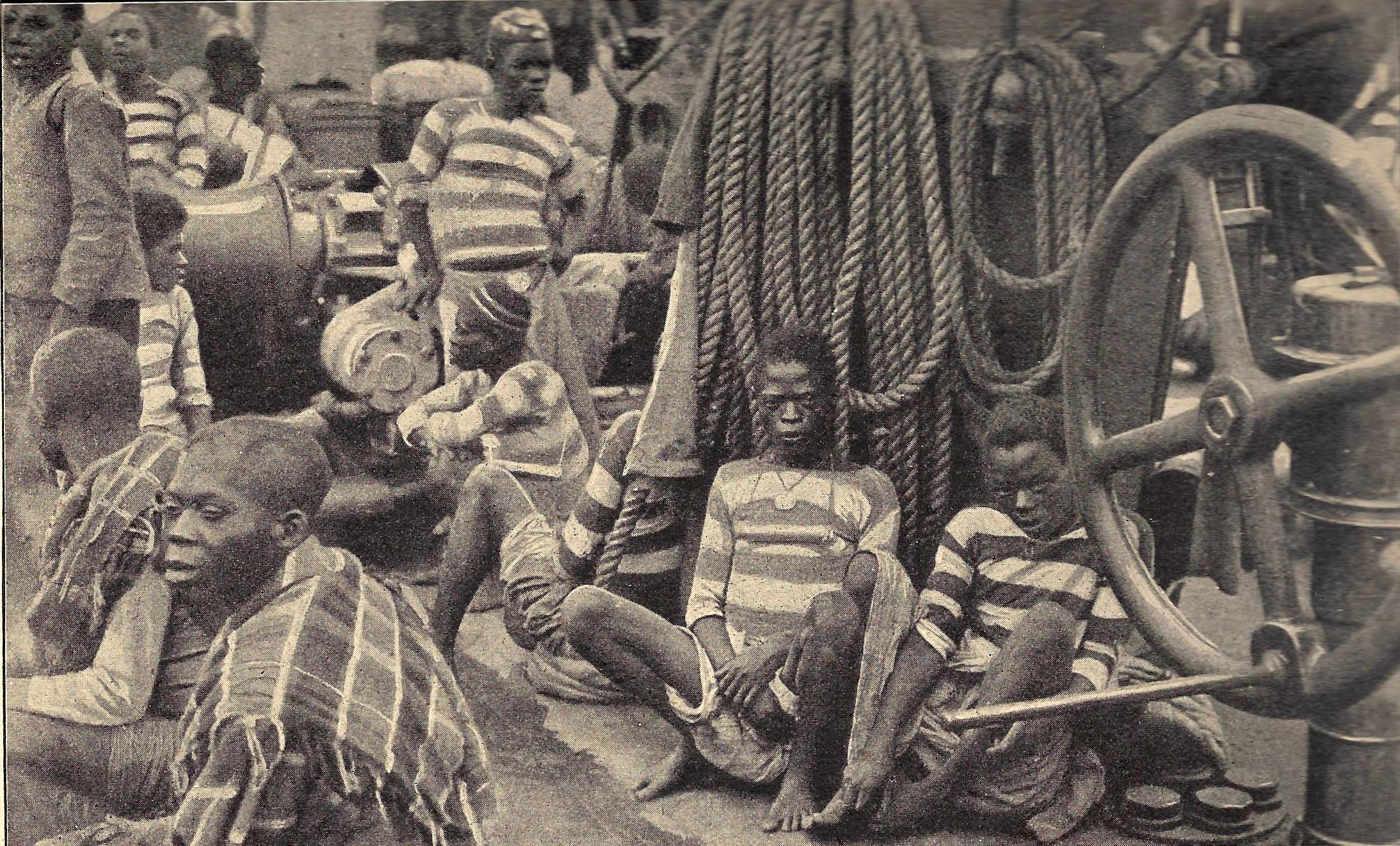
„Auf Deck eines Sklavendampfers im Kongogebiet“

Zuweilen gingen die Europäer selbst auf Sklavenjagd; die meisten Sklaven verkauften aber lokale Herrscher und Händler an der afrikanischen Küste. Teilweise wurden Kriege gezielt geschürt, um mehr Sklaven zu bekommen. Nach der Überfahrt mit eigens umgerüsteten Sklavenschiffen kamen Sklaven, welche diese „Middle Passage“ des Dreieckshandels überlebt hatten, in die Plantagen und Bergwerke Amerikas, vor allem Westindiens. Die niederländische Insel Curaçao vor der Küste von Venezuela wurde zum bedeutendsten Sklavenmarkt der Welt.

#### Zahl und Preis der Sklaven
Der amerikanische Historiker Philip Curtin stellte bereits in den 1960er Jahren Berechnungen zur Zahl der Transporte an, die darauf erweitert und 1998 in einer Datenbank zusammengefasst wurden, in der etwa 27.000 transatlantische Sklaventransporte erfasst. Zwischen 1519 und 1867 wurden etwa 11,06 Millionen Afrikaner im Rahmen des atlantischen Sklavenhandels nach Amerika verschleppt, davon 3,9 Millionen nach Brasilien. Damit dürften ältere Schätzungen, die von 15 Millionen Verschleppten ausgingen, „an der Obergrenze des Realistischen liegen.“ Nichts besagt dies über die Zahl derjenigen Sklaven, die als Folge des Sklavenfangs, während der innerafrikanischen Transporte und der Wartezeit in den Sklavenforts an der afrikanischen Westküste umkamen. Die ungefähre Zahl der Menschen, die während des Transports über den Atlantik starben, wird auf bis zu 1,5 Millionen Menschen geschätzt.
Zu den weit verbreiteten Mythen gehört es, dass die Europäer die Afrikaner mit drittklassigen Waren und billigem Tand übertölpelt und so zum Verkauf ihrer Landsleute bewogen hätten. Gründe dafür sind neben rassistischen Vorurteilen wohl vor allem die den Europäern häufig irrational erscheinenden Vorlieben der Afrikaner für bestimmte Waren, wie etwa Kaurimuscheln, die in Afrika eine weit verbreitete Währung darstellten. Neuere Forschungen haben jedoch aufgezeigt, dass die Afrikaner nicht nur in der Lage waren, den Wert der von den Europäern angebotenen Waren klar einzuschätzen, sondern auch weitgehend das Warensortiment bestimmten, mit dem die Europäer die Sklaven einzukaufen hatten. Die europäischen Sklavenhändler waren gezwungen, den Afrikanern Waren anzubieten, die sie vorher aus mehreren Ländern bezogen hatten. Kein Sklavenhändler konnte es sich erlauben, nur die Waren seines Heimatlandes anzubieten.
Die Preise für Sklaven waren nur in der Anfangsphase des spätmittelalterlichen bzw. frühneuzeitlichen Sklavenhandels niedrig. Berichte, wonach die Portugiesen 1446 am Senegal-Fluss für ein altes Pferd 25 bis 30 Sklaven, 1460 am Gambia-Fluss für ein Pferd 12 Sklaven und am Kongo-Fluss für einen Hund 22 Sklaven bekamen, erlauben nur für den jeweiligen Zeitraum und die betreffende Region Rückschlüsse auf den Preis eines Sklaven.
Grundsätzlich blieben die Sklavenpreise von der Anfangsphase des transatlantischen Sklavenhandels bis tief ins 17. Jahrhundert relativ niedrig. Nach 1670 stiegen die Preise stetig an, wofür die Forschung vor allem die rapide ansteigende Nachfrage in der Neuen Welt verantwortlich macht. Dort zahlte man beispielsweise zwischen 1676 und 1680 für einen Afrikaner von der Sklavenküste durchschnittlich 17,8 englische Pfund. Zwischen 1736 und 1740 betrug der Durchschnittspreis 34,4 Pfund, danach erhöhte er sich im Zeitraum zwischen 1786 und 1790 auf 67,5 Pfund. Seinen Spitzenwert erreichte er – bedingt durch die mit den Revolutionskriegen einhergehenden „Versorgungsengpässe“ – in den Jahren zwischen 1806 und 1810 mit 85,2 Pfund.
Die versklavten Afrikaner wurden in der Regel je Stück berechnet. Ein „Stück“ war zwischen 30 und 35 Jahre alt, 5 Fuß 11 Zoll groß (das sind ca. 180 cm) und ohne körperlichen Defekt. Für einen Heranwachsenden gab es Preisnachlass. Die Spanier handelten mit den Portugiesen auch einmal einen Vertrag über die Lieferung von 10.000 Tonnen Sklaven aus. In diesem Fall entsprachen drei Sklaven einer Tonne.

### Beteiligte Länder

#### Brandenburg
Der Kurfürst von Brandenburg beteiligte sich am afrikanischen Sklavenhandel seit 1683 mit einem Anteil von 0,14 Prozent. Es wird geschätzt, dass die in Emden ansässige Brandenburgisch-Afrikanische Compagnie im Laufe ihres 17-jährigen Bestehens ca. 17.000 Afrikaner in die Karibik (St. Thomas, Dänische Kolonie) verkaufte. Da sich der transatlantische Sklavenhandel zu diesem Zeitpunkt bereits fest in niederländischer und portugiesischer Hand befand, kam das Unternehmen nie aus den roten Zahlen heraus. Zudem besaß Brandenburg keinen eigenen Stützpunkt in der Karibik, sondern war auf einen Vertrag mit Dänemark angewiesen.  Das Unternehmen wurde dann 1711 für bankrott erklärt und der dem Sklavenhandel dienende Stützpunkt Fort Groß Friedrichsburg anschließend an die Niederländische Westindien-Kompanie verkauft.

#### Dänemark

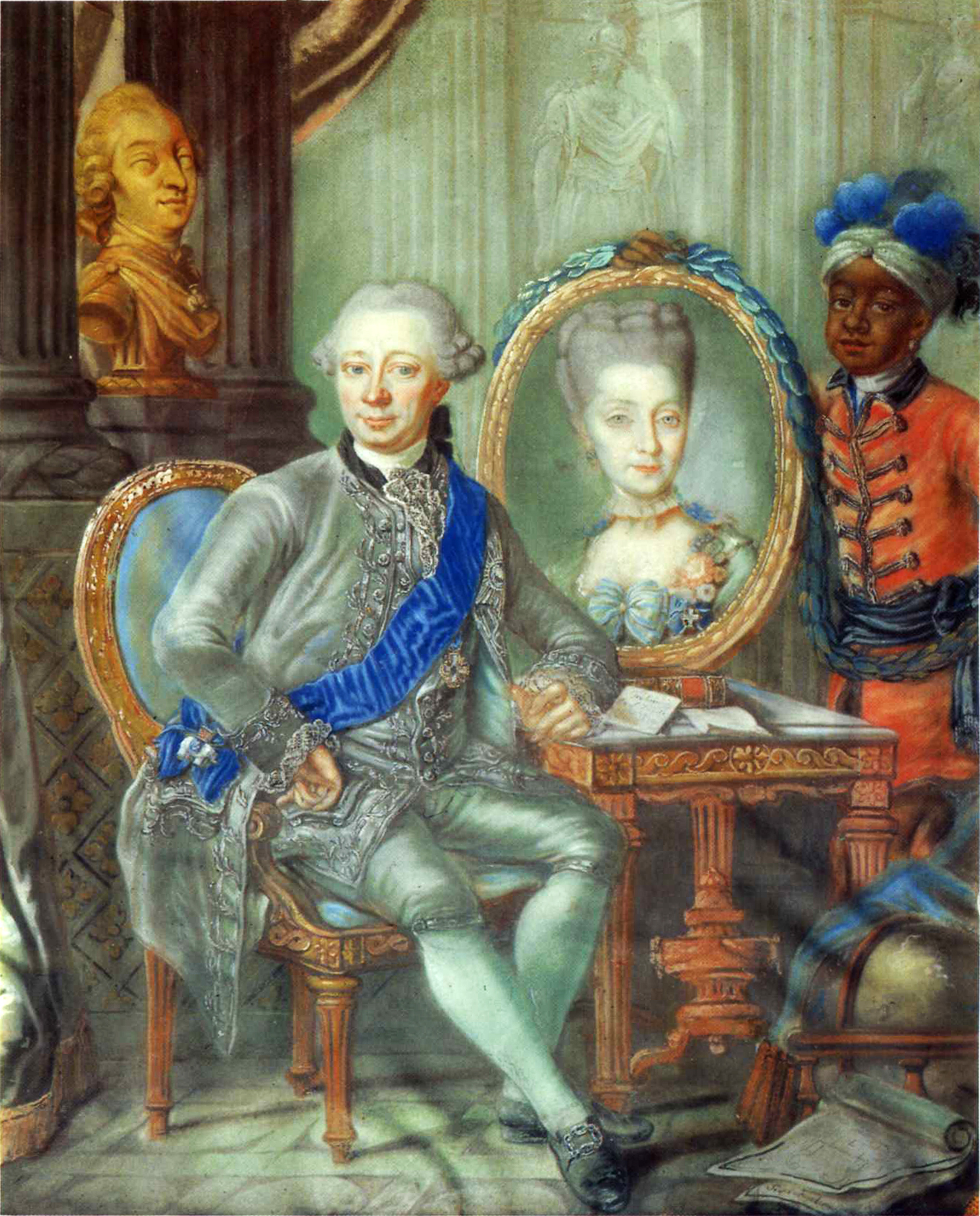
Sklavenhändler Schimmelmann mit Bild der Ehefrau und Mohr (Gemälde 1773)

Zwischen 1671 und 1802 war auch Dänemark am Sklavenhandel beteiligt. An der Goldküste im heutigen Ghana wurden Forts wie Christiansborg (Accra) errichtet, in denen Sklaven gefangen gehalten und dann meist auf die dänischen Jungferninseln verschifft wurden. Auf diese Art wurden schätzungsweise 100.000 Afrikaner in die Karibik verkauft. Wesentlichen Anteil am dänischen Sklavenhandel hatte aber auch die deutsche Kaufmannsdynastie der Schimmelmanns, vor allem Heinrich Carl von Schimmelmann, der Direktor des dänischen Sklavenhandels, der mehrere eigene Sklavenschiffe, sowie vier eigene Plantagen mit 1000 Sklaven besaß und so zeitweise der größte Sklavenhändler Europas war.

#### England/Großbritannien
England bzw. später Großbritannien besaß die weltweit größte Flotte von Sklavenschiffen. Die englische Hafenstadt Liverpool galt als „Hauptstadt des Sklavenhandels“ mit dem größten Sklavenmarkt weltweit. Große Profite aus dem Sklavenhandel trugen hier zum Wachstum und zum Wohlstand bei, nachdem am 3. Oktober 1699 die Liverpool Merchant als erstes bekanntes Sklavenschiff nach Afrika segelte und mit einer „Fracht“ von 220 Afrikanern am 18. September 1700 in ihren Heimathafen zurückkehrte. Gegen Ende des 18. Jahrhunderts betrug Liverpools Anteil am atlantischen Sklavenhandel 40 %. Im profitabelsten Jahr 1799 wurden durch Liverpooler Sklavenschiffe über 45.000 Menschen aus Afrika abtransportiert. Bristol und London beteiligten sich ebenfalls nach Kräften, doch Liverpool beherrschte vier Fünftel des englischen Sklavenmarktes.

#### Frankreich
Die führende Kolonialmacht Frankreich beteiligte sich von 1713 bis 1792/3 am transatlantischen Sklavenhandel und zeichnete so für den Transport von schätzungsweise 1,1 bis 1,2 Millionen versklavten Afrikanern nach Amerika verantwortlich. Hauptheimathafen der französischen Sklavenhändler war Nantes mit 1446 Schiffsladungen Sklaven, gefolgt von Bordeaux mit 461, La Rochelle mit 408, Le Havre mit 345, sowie weiteren Häfen. Die Sterblichkeitsrate während der Transporte sank von 18 Prozent im Zeitraum 1713–1722 auf eine Rate von 12 Prozent zwischen 1763 und 1777. Geldanlagen im Sklavenhandel waren beliebt, so hatte etwa Voltaire große Teile seiner Mittel hierin angelegt. In Martinique wurde die Sklaverei erst 1848 auf Initiative von Victor Schoelcher vollständig aufgegeben; Joséphine de Beauharnais hatte bei ihrem damaligen Ehemann, Napoléon Bonaparte, ihren Fortbestand erwirken können, da ihre Familie dort eine große Zuckerrohrplantage betrieb.

#### Niederlande

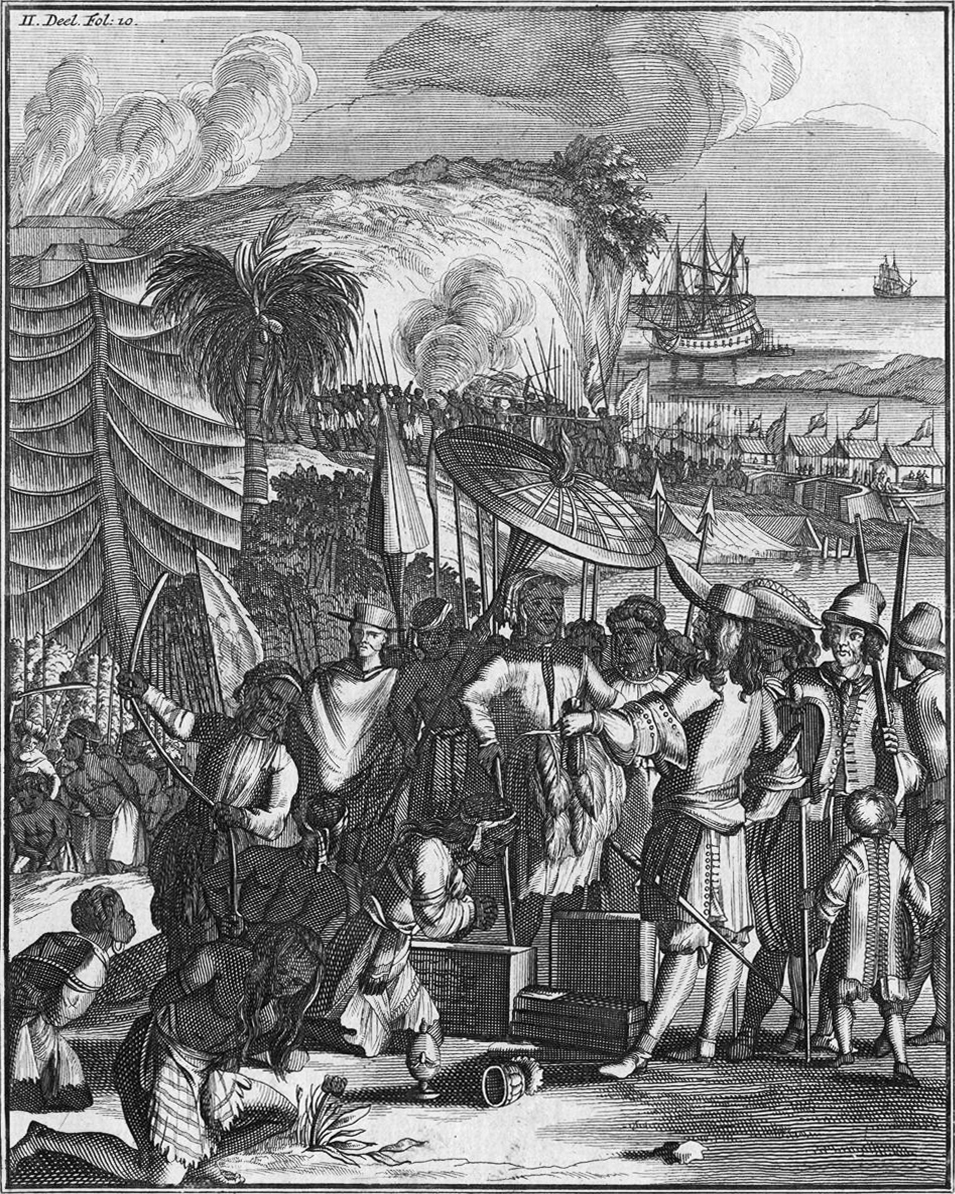
Arakanesen verkaufen Sklaven in Orissa an die Niederländische Ostindien-Kompagnie (1663). Nach Wouter Schoutens Reisebericht.

In der Periode von 1674 bis 1740 waren für die Niederländische Westindien-Kompanie 383 Sklavenschiffe auf Fahrt. Die sogenannte „Dreiecksfahrt“ begann in einem der niederländischen Häfen mit erster Station an der afrikanischen Westküste, im heutigen Ghana. Hier waren vor allem die niederländischen Festungen, Fort Elmina und Fort Accra Anlegestellen. Auf der Rückreise nahmen die WIC-Schiffe Stapelprodukte wie Zucker mit in die Niederlande, um dann erneut nach West-Afrika, Amerika und zurück zu segeln. Auch die Niederländische Ostindien-Kompagnie handelte im Indischen Ozean bis zur Kapkolonie mit Sklaven und beschäftigte sie in ihren Anlagen.

#### Portugal
Im frühen 15. Jahrhundert suchte der portugiesische Prinz Heinrich der Seefahrer einen Seeweg nach Indien, um vom Gewürzhandel zu profitieren. Die Expeditionen zur Erforschung der westafrikanischen Küste waren langwierig und teuer. Durch das Plündern von Küstendörfern konnten die Kosten nicht gedeckt werden. Schließlich verschleppten die Portugiesen Einheimische, um Lösegeld zu erpressen, wie man es früher schon mit den benachbarten Mauren gemacht hatte. Da die Geiselauslösung mit weit entfernten Ländern nicht funktionierte, wurden die Gefangenen später  als Sklaven verkauft. Ein Fünftel des jeweiligen Verkaufserlöses gehörte Prinz Heinrich.
Als Großmeister des Christusordens hatte Heinrich der Seefahrer gute Kontakte zu Papst Nikolaus V. Mit den Bullen Dum diversas (1452) und Romanus Pontifex (1455) wurde es erlaubt, Heiden zu versklaven und ihren Besitz zu nehmen. Somit hatten die christlichen Portugiesen eine moralische Rechtfertigung für ihre Geschäfte.
Zunächst hatte Senegal große Bedeutung für den Sklavenhandel. Später nahmen die Portugiesen an der Goldküste intensive Handelsbeziehungen mit den dortigen Reichen auf. In Elmina wurde 1482 das Fort São Jorge da Mina errichtet, welches zu einem wichtigen Handels- und Militärstützpunkt wurde, an dem auch mit Sklaven gehandelt wurde.
Danach konzentrierte sich der portugiesische Sklavenhandel auf die eigenen Kolonien Angola und Mosambik. Allein im Zeitraum von 1710 bis 1830 wurden ca. 1,2 Millionen Afrikaner über den Hafen von Luanda verschleppt. Auch nach der offiziellen Abschaffung der Sklaverei in den Kolonien zeigte sich die Kolonialmacht Portugal sehr erfinderisch bei der Einführung von Arbeitsverträgen, die Formen von Zwangsarbeit und andere versteckte Sklaverei beinhalteten.

#### Schweiz
Kaufleute und Finanziers aus der Schweiz waren zwischen 1773 und 1830 ebenfalls direkt oder indirekt am atlantischen Sklavenhandel beteiligt. Die Schweizer Baumwollindustrie produzierte einen bedeutenden Teil der bedruckten Stoffe (Indienne), welche das wichtigste Tauschgut für den Sklavenhandel darstellten. Kaufleute aus Basel, Bern, Genf und Neuenburg beteiligten sich direkt an rund hundert Expeditionen, die von französischen Häfen aus starteten, und trugen mit ihrem Kapital zur Finanzierung weiterer Schiffe bei. Bezieht man diese finanzielle Beteiligung mit ein, so sind es rund 172.000 Afrikaner, die mit Schweizer Hilfe deportiert wurden.

#### Spanien
Im atlantischen Sklavenhandel war Spanien mit seinen Kolonien („Las Indas“) stark beteiligt. Im August 1518 übertrug Kaiser Karl V. dem flämischen Kaufmann Lorenzo de Gorrevot erstmals die Rechte, 4000 Sklaven aus Afrika direkt über den Atlantik in die «Neue Welt» zu verschiffen. Über die Hälfte der etwa 12 Millionen Verschleppungen von Afrika nach Amerika wurden durch iberische Händler durchgeführt, wenn auch der spanische Anteil ab dem 17. Jahrhundert sank. Der Spanier Pedro Blanco galt aber  Anfang des 19. Jahrhunderts als „größter Sklavenhändler der Welt“.

#### USA
Die Sklaverei in den Vereinigten Staaten setzte die Sklaverei fort, die bereits in den 13 Kolonien, aus denen die USA 1776 hervorgegangen sind, bestand und entwickelte sie weiter. Die Kolonisierung Amerikas vom 16. bis 19. Jahrhundert ging mit einer Massenversklavung von Afrikanern einher, die in allen Teilen des dünn besiedelten Doppelkontinents als billige Arbeitskräfte eingesetzt wurden. Auf dem nordamerikanischen Festland erlangte die Sklaverei Ausprägungsformen, die auf dem Doppelkontinent einzigartig waren, und nach der Gründung der USA stand sie im Spannungsfeld zwischen einer Ökonomie, die auf der Arbeitsleistung von Sklaven erbaut war, und dem politischen Programm einer jungen Nation, deren Selbstverständnis prominent die Idee der Freiheit zugrunde lag.
Zum Zeitpunkt der Unabhängigkeitserklärung gab es in den Vereinigten Staaten mehr als 460.000 Sklaven. Die nördlichen Bundesstaaten, in deren Wirtschaftsleben die Sklaven nie eine große Rolle gespielt hatten, begannen bald, die Sklaverei abzuschaffen – ein Prozess, der sich allerdings als langwierig erwies und in einigen Fällen erst 1865 abgeschlossen wurde. In den Südstaaten, wo die Sklaverei mit der expandierenden Wirtschaft unauflösbar verbunden war, wuchs die Zahl der Sklaven bis 1865 auf mehr als vier Millionen an.
Sklavenhaltung entstand auf dem nordamerikanischen Festland nicht erst mit der Ankunft der europäischen Kolonialherren; sie war bereits in manchen indianischen Kulturen üblich. Mit der Gründung der Kolonien im 17. Jahrhundert erlangte sie allerdings erstmals allgemeine Verbreitung. Einen steilen Aufstieg nahm die Sklaverei mit der Entstehung der Plantagenökonomie, die im 17. Jahrhundert in Virginia entstand und sich in den folgenden zwei Jahrhunderten immer weiter nach Süden und Westen ausbreitete. Da die dünn besiedelten Kolonien den wachsenden Bedarf nach billigen Arbeitskräften nicht aus eigenen Ressourcen decken konnten, wurden afrikanischstämmige Sklaven zunächst aus der Karibik, dann aber in immer größerer Zahl über die so genannte „Mittelpassage“ direkt aus Westafrika, besonders aus Angola, importiert. In der ersten Hälfte des 19. Jahrhunderts zerfiel die Plantagenökonomie in Virginia und North Carolina, dehnte sich dafür aber immer weiter in den amerikanischen Westen aus. Infolge dieser Verlagerung wurden Hunderttausende afroamerikanischer Sklaven aus dem Oberen Süden in den Tiefen Süden, besonders nach Alabama, Mississippi und Louisiana, verschleppt. Diese erzwungene Massenwanderung war für die Betroffenen kaum weniger traumatisch, als es für ihre Vorfahren die Verschleppung über den Atlantik gewesen war.
Ihr Ende fand die Sklaverei, die in den Vereinigten Staaten euphemistisch oft als The Peculiar Institution (deutsch: „die eigenartige Institution“) bezeichnet wurde, mit der militärischen Niederlage der Konföderation im Sezessionskrieg (1865) und dem im selben Jahr verabschiedeten 13. Zusatzartikel zur Verfassung. Die Politik, Gesellschaft und Kultur der Vereinigten Staaten hat sie praktisch bis in die Gegenwart geprägt.

### Mediterraner Sklavenhandel
Zu einem Wirtschaftszweig mit Lösegelderpressung entwickelte sich der Menschenhandel in den islamischen Barbareskenstaaten an der Küste Nordafrikas zwischen dem 16. und 18. Jahrhundert. Obwohl im Laufe des 16. Jahrhunderts unter osmanische Oberherrschaft gelangt, blieben die von arabischen Lokalfürsten regierten Gebiete bis ins 19. Jahrhundert weitgehend autonom, so auch Algier, das sich seit der Herrschaft des berühmt-berüchtigten Korsaren Chair ad-Din Barbarossa ab den 1520er Jahren zur Hochburg der gegen europäische Schiffe und Städte gerichteten Piraterie entwickelte. Zu den bekanntesten Opfern gehört der spanische Dichter Cervantes, den ein katholischer Orden aus Algier freikaufte. Auch gab es Seeleute wie den Briten John Warde († 1622), die für den Bey von Tunis auf Kaperfahrt gingen. In Norddeutschland entstanden Sklavenkassen für den Freikauf gefangener Seemänner. Moderne Schätzungen gehen davon aus, dass in den zwischen Ägypten und Marokko liegenden Territorien zwischen 1530 und 1780 etwa 1,25 Millionen Menschen versklavt wurden, die meisten davon durch die Kaperung europäischer Schiffe und durch Raubzüge an den Küsten christlicher Mittelmeerstaaten. Die Zahl entspricht etwa einem Zehntel des transatlantischen Sklavenhandels. Dagegen war der Sklavenhandel in umgekehrter Richtung mit geraubten Nordafrikanern oder aus dem Schwarzmeerraum nach Europa, die oft ebenso gegen Lösegeld freigelassen wurden, nach dem Mittelalter fast verschwunden, doch blieben schwarze Haussklavinnen vielerorts bis ins 18. Jahrhundert üblich.

### Sklavenhandel um den Indischen Ozean

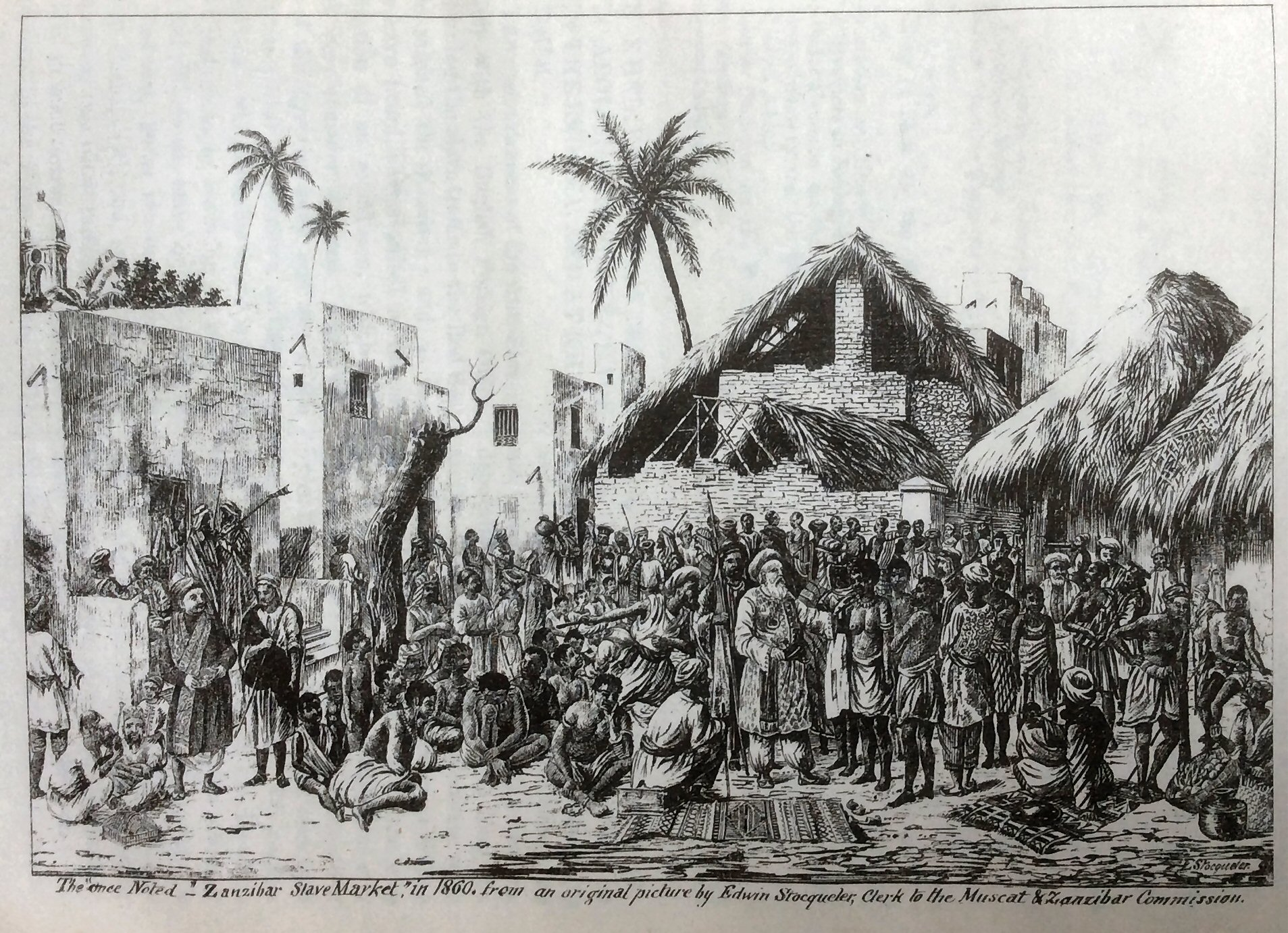
Sklavenmarkt auf Sansibar

Der Sklavenhandel in der Region des Indischen Ozeans  (Indik) ist trotz einiger Standardwerke immer noch zu wenig erforscht für die Phase vor dem 19. Jahrhundert. Im Indischen Ozean importierten arabomuslimische Händler Sklaven vor allem aus Ostafrika in viele Länder. In Südostasien betrieben in erster Linie chinesische und malaiische, ab dem 17. Jahrhundert auch portugiesische und niederländische Händler den Sklaventransport zwischen den Regionen. Hier kamen die Sklaven aus Konflikten zwischen den verschiedenen Kleinreichen und Stämmen.
Seit dem Eintreffen in Japan 1543 kauften die Portugiesen Sklaven in Japan für ihre asiatischen Kolonien und das Mutterland. Die Zahl lag bei einigen hundert, darunter viele Frauen für die Prostitution auf den Schiffen oder in den Häfen, wie Bischof Luis de Cerqueira 1598 feststellte. Der japanische Herrscher Toyotomi Hideyoshi war über den Verkauf von Japanern ins Ausland so entrüstet, dass er sich bei den Jesuiten beschwerte und gegen das Christentum vorging. Seinerseits beteiligte er sich am Sklavenhandel mit von ihm selbst gemachten koreanischen Kriegsgefangenen.

## Vom Widerstand zur Abschaffung des Sklavenhandels
Gegen den Sklavenhandel leisteten die Opfer auch Widerstand. Bereits 1578 erwähnte Francis Drake Sklaven, die ihren spanischen und portugiesischen Besitzern entkommen waren und sich zu Maroon-Gemeinschaften zusammengeschlossen hatten. Diese Gemeinschaften existierten manchmal über mehrere Jahrhunderte hinweg und errichteten autarke Ökonomien oder lebten von Gütern, die sie bei ihren Guerilla-Kriegen gegen die Sklavenhalter erbeuteten. Teilweise schlossen sie sich auch mit widerständigen Indigenen zusammen. In Jamaica erreichten die entlaufenen Sklaven nach mehreren Jahrzehnten des erfolgreichen Krieges gegen die englische Armee 1738 die offizielle Anerkennung ihrer autonomen Maroongesellschaften, die bis heute existieren.
Auch die Piraterie war eine Option des Sklavenwiderstands. Einige Piraten kaperten Sklavenschiffe und heuerten die befreiten Afrikaner für ihre eigenen Mannschaften an. 1724 erreichte das englische Handelsministerium ein Schreiben, dessen Verfasser sich beschwerte, dass der Sklavenhandel „im Laufe zweier Jahre fast 100 Segelschiffe“ an die Piraten verloren habe. Einige Piraten verkauften erbeutete Sklaven jedoch auch weiter.

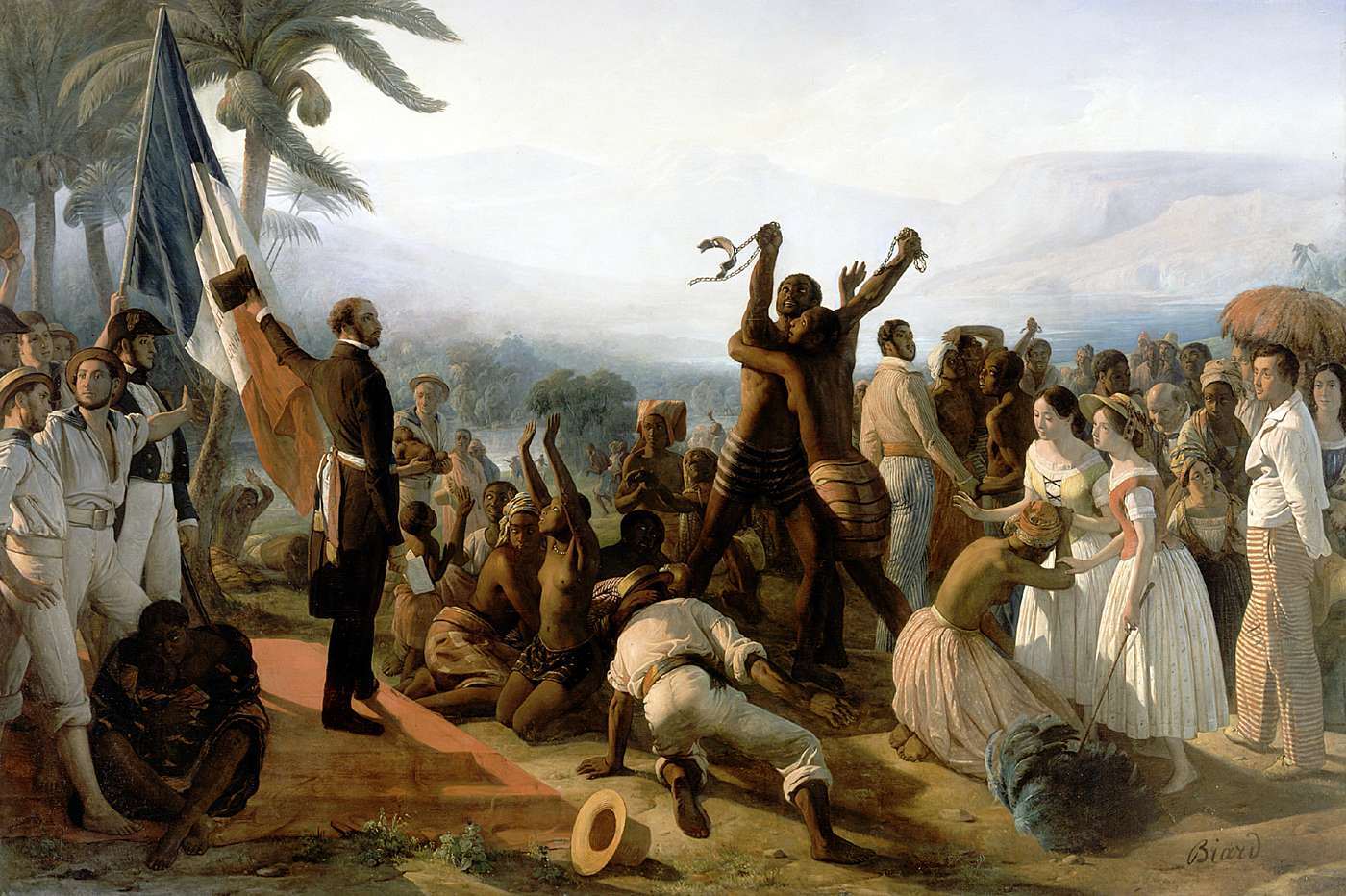
Abschaffung der Sklaverei in den französischen Kolonien 1848, Bild von Auguste François Biard (1849)

Als im 18. Jahrhundert in Europa abolitionistische Bewegungen aufkamen, konzentrierten sie ihre Kräfte zunächst auf die Abschaffung des Sklavenhandels und nicht der Sklaverei als Ganzem, weil ein Verbot nur des Handels erstens politisch leichter durchzusetzen sei und zweitens ohne beständigen Nachschub der Sklavenhaltung das Material von allein ausgehe.
Als erste Sklavenhandelsnation verbot 1792 Dänemark mit Wirkung ab dem 1. Januar 1803 den Sklavenhandel über den Atlantik. 1807 untersagte Großbritannien mit dem Slave Trade Act den Sklavenhandel und bekämpfte von da an auch aktiv den Sklavenhandel anderer europäischer Staaten. 1808 erreichten die Abolitionisten ein Verbot des Sklavenhandels auch in den USA, das die Regierung insbesondere im Süden nur unzureichend durchsetzte, den Handel allerdings zumindest bremste. Auf dem Wiener Kongress 1815 setzte Großbritannien zwischen den europäischen Großmächten ein grundsätzliches Verbot des afrikanischen Sklavenhandels durch, ohne Fristen zur Umsetzung des am 8. Februar 1815 verkündeten Beschlusses festzulegen. Nach und nach wurden erst der Sklavenhandel und dann auch die Sklaverei von allen beteiligten Ländern verboten, sodass der Atlantische Sklavenhandel zum Erliegen kam. Das lag auch an den veränderten Produktionsbedingungen infolge der Industriellen Revolution. Mit dem Quintupelvertrag wurden am 20. Dezember 1841 in London ein wechselseitiges Anhalte- und Durchsuchungsrecht für unter der Flagge gegnerischer Länder fahrender Schiffe vereinbart, um den Sklavenhandel zu unterdrücken. Er gestattete Sklavenschiffe in einem bestimmten Meeresgebiet um Afrika herum zu beschlagnahmen. Als letzter am atlantischen Sklavenhandel beteiligter Staat schaffte Brasilien am 13. Mai 1888 die Sklaverei ab.
Die Abschaffung wurde auch das zentrale Motiv zum Handel entlang der ostafrikanischen Küste und über den Indischen Ozean. Die öffentliche Diskussion über den dortigen Sklavenhandel sollte sogar die koloniale Ausbreitung der Europäer in dieser Region nach 1850 rechtfertigen: Immer wieder erschien die Notwendigkeit von Interventionen zur Abschaffung des Handels mit Sklaven. Im Zuge der Kolonisierung Afrikas drängten die europäischen Kolonialherren den orientalischen und innerafrikanischen Sklavenhandel allmählich zurück (vgl. Sklavereiabkommen). Beide Handelsströme existierten noch eine Zeit lang im Verborgenen weiter; in Saudi-Arabien wurde die Sklaverei erst 1968 offiziell verboten. Nach der Beendigung des internationalen Sklavenhandels bemühten sich die europäischen Kolonialmächte mehr oder weniger erfolgreich um die Abschaffung der Sklaverei in den afrikanischen Gesellschaften. Der Sklavenhandel zur See ist durch das Seerechtsübereinkommen der Vereinten Nationen verboten. Jeder an Bord eines Schiffes angetroffene Sklave ist ipso facto frei.

## Heutige Situation
Die heutige Sklaverei im Sudan sowie der Kinderhandel in Westafrika, wo laut UNICEF 200.000 Kinder in Sklaverei leben, zeigen, dass Sklaverei auch heute noch existiert. Nach dem 2010 veröffentlichten Bericht des UN-Büros für Drogen- und Verbrechensbekämpfung (UNODC) steigt die Anzahl der Sklaven wieder; demnach gibt es rund 140.000 Sklaven in Europa und weltweit mehrere Millionen. Dabei werden die Menschen oft unter dem Vorwand, Arbeit im reichen Ausland finden zu können, aus ihrer Heimat gelockt und dann nach ihrer Ausreise zu Prostitution und Zwangsarbeit angehalten. Allerdings ist die Verwendung des Begriffes „Sklaverei“ oft uneindeutig; es wird selten zwischen Sklaverei und der Sklaverei ähnlichen Formen der Unfreiheit unterschieden.
Der Internationale Tag zur Erinnerung an den Sklavenhandel und an seine Abschaffung erinnert seit 1998 jährlich am 23. August an die Sklaverei und deren Abschaffung in vielen Ländern.

## Spielfilme
- Roots. Regie: David Wolper, USA 1977.
- Ashanti. Regie Richard Fleischer, USA 1979.
- Mission. Regie: Roland Joffé, Großbritannien 1986.
- Cobra Verde. Regie: Werner Herzog, Deutschland 1987.
- Amistad – Das Sklavenschiff. Regie: Steven Spielberg, USA 1997.
- 12 Years a Slave. Regie: Steve McQueen, USA 2013.